# Arcidiocesi di Rodi
L'arcidiocesi di Rodi (in latino Archidioecesis Rhodiensis) è una sede della Chiesa cattolica in Grecia immediatamente soggetta alla Santa Sede. Nel 2023 contava 200 battezzati su 190.071 abitanti. La sede è vacante.

## Territorio
L'arcidiocesi estende la sua giurisdizione sui fedeli cattolici di rito latino dell'isola di Rodi e delle isole del Dodecaneso in Grecia.
Sede arcivescovile è la città di Rodi, dove si trova la cattedrale di San Francesco d'Assisi. La cattedrale di epoca medievale, Santa Maria al Castello, fu trasformata in moschea in epoca ottomana e oggi ospita un museo.
Il territorio è suddiviso in 2 parrocchie, di cui una a Rodi (la cattedrale di Rodi) ed una, dedicata all'Agnus Dei, sull'isola di Coo. La loro cura pastorale è affidata ai frati francescani, dapprima della provincia minoritica dell'Umbria e, dal 1972, della Custodia di Terra Santa.

## Storia
La diocesi di Rodi ha origini molto antiche.
Nel IV secolo era già elevata al rango di arcidiocesi.
Nel 1309 l'isola divenne sede dell'Ordine di Malta fino al 1522, quando fu conquistata dagli ottomani.
Nel 1523 la diocesi diventa sede titolare in partibus infidelium; il 3 marzo 1797 con la bolla Memores Nos di papa Pio VI, il titolo viene unito con quello della diocesi di Malta.
La prefettura apostolica di Rodi e delle Isole fu eretta il 14 agosto 1897 con il decreto Cum controversia della congregazione di Propaganda Fide, ricavandone il territorio dal vicariato apostolico dell'Asia Minore (oggi arcidiocesi di Smirne). La prefettura apostolica fu affidata ai missionari francescani; dal 1921 furono presenti quelli della provincia serafica di San Francesco dell'Umbria.
Il 28 marzo 1928 in forza della bolla Pastoris aeterni di papa Pio XI che abrogava la bolla del 1797, fu soppressa la prefettura apostolica e ripristinata l'arcidiocesi di Rodi.
Il 30 marzo 1930 con il breve Constitutione Apostolica dello stesso papa Pio XI furono assegnate all'arcidiocesi alcune isole limitrofe: Stampalia dalla diocesi di Santorino, Patmo dalla diocesi di Chio, e Lisso, di cui non era chiara la pertinenza, venendo a coincidere col territorio dell'allora Dodecaneso Italiano.
L'ultimo arcivescovo residenziale, Florido Acciari, lasciò l'arcidiocesi per tornare in Italia, nell'ottobre 1951, richiamato dal suo ordine, alla fine del processo di decolonizzazione italiana.
Dal 1970 la sede è governata da un amministratore apostolico, che dal 1992 è l'arcivescovo di Atene.

## Cronotassi dei vescovi
Si omettono i periodi di sede vacante non superiori ai 2 anni o non storicamente accertati.

### Sede di Rodi o Colossi
- Guido, O.P. † (menzionato nel 1238)
- Bernardo † (durante il pontificato di papa Giovanni XXII)
- Gregorio †
- Belijan † (? - 26 settembre 1324 nominato arcivescovo di Spalato)
- Anonimo † (menzionato nel 1336)
- Ugo de Scuria, O.F.M. † (20 giugno 1351 - 15 dicembre 1361 nominato arcivescovo di Ragusa)
- Emanuele di Famagosta, O.F.M. † (15 dicembre 1361 - ? deceduto)
- Guglielmo, O.F.M. † (15 gennaio 1365 - ? deceduto)
- Giovanni Fardina, O.P. † (1370 - ?)
- Nicola, O.S.Io.Hier. † (28 novembre 1373 - ? deceduto)
- Antonio di Fremajariis † (28 gennaio 1376 - ? deceduto)
- Matteo da Empoli, O.P. † (circa 1396 - ?)
- Ligorio Maiorino, O.S.B. † (15 febbraio 1400 - 1406 deceduto)
- Boezio da Tolentino, O.E.S.A. † (11 maggio 1425 - ?)
- Andrea di Costantinopoli, O.P. † (2 maggio 1431 - 19 aprile 1447 nominato arcivescovo di Nicosia)
- Giovanni Morelli † (19 aprile 1447 - ? deceduto)
- Giuliano de Ubaldini, O.P. † (30 settembre 1473 - ? deceduto)
- Leonardo, O.F.M. † (menzionato nel 1506)

### Arcivescovi titolari
- Marco Cattaneo, O.P. † (24 gennaio 1530 - maggio 1546 deceduto)
- Filippo Spinelli † (22 aprile 1592 - 1605 nominato vescovo di Policastro)
- Giovanni Garzia Millini † (1º giugno 1605 - 7 febbraio 1607 nominato vescovo di Imola)
- Guido Bentivoglio † (14 maggio 1607 - 11 gennaio 1621 creato cardinale)
- Alfonso Gonzaga † (17 marzo 1621 - 23 marzo 1649 deceduto)
- Karl Kaspar von der Leyen † (3 luglio 1651 - 7 febbraio 1652 succeduto arcivescovo di Treviri)
- Francesco Caetani † (12 agosto 1652 - 17 marzo 1670 deceduto)
- Lorenzo Gavotti † (2 luglio 1670 - 9 agosto 1679 deceduto)
- Francesco Niccolini † (10 settembre 1685 - 4 febbraio 1692 deceduto)
- Giorgio Cornaro † (5 maggio 1692 - 26 agosto 1697 nominato arcivescovo, titolo personale, di Padova)
- Giulio Piazza † (2 dicembre 1697 - 13 settembre 1706 nominato arcivescovo di Nazareth)
- Alessandro Aldobrandini † (7 novembre 1707 - 2 ottobre 1730 creato cardinale)
- Raniero d'Elci † (22 novembre 1730 - 5 maggio 1738 nominato arcivescovo di Ferrara)
- Carlo Francesco Durini † (22 giugno 1739 - 23 luglio 1753 nominato arcivescovo, titolo personale, di Pavia)
- Nicola Lercari † (10 dicembre 1753 - 15 marzo 1757 deceduto)
- Giovanni Angelo Ciocchi del Monte † (1758 - 28 aprile 1762 deceduto)
- Tommaso Maria Ghilini † (18 luglio 1763 - 20 luglio 1778 creato cardinale del titolo di San Callisto)
- Giovanni Carmine Pellerano, O.S.Io.Hier. † (19 giugno 1780 - 18 aprile 1783 deceduto)
- Antonio Dugnani † (11 aprile 1785 - 21 febbraio 1794 creato cardinale)
- Emigdio Ziucci † (1º giugno 1795 - 9 settembre 1796 dimesso)
- Vincenzo Labini, O.S.Io.Hier. † (3 marzo 1797 - 30 aprile 1807 deceduto)
  - Sede unita alla diocesi di Malta (3 marzo 1797 - 28 marzo 1928)

### Prefetti apostolici di Rodi e delle Isole
- Andrea Felice da Ienne, O.F.M. † (31 agosto 1897 - 1910 deceduto)
- Ignace Beaufays, O.F.M. † (27 marzo 1911 - ?)
- Bonaventura Rossetti, O.F.M. † (1921 - 1922 dimesso)[2]
- Florido Ambrogio Acciari, O.F.M † (1922[2] - 28 marzo 1928 nominato amministratore apostolico)

### Arcivescovi di Rodi
- Florido Ambrogio Acciari, O.F.M. † (28 marzo 1928 - 5 gennaio 1929) (amministratore apostolico)

- Giovanni Maria Emilio Castellani, O.F.M. † (5 gennaio 1929 - 25 marzo 1937 nominato vicario apostolico di Addis Abeba[4])
- Florido Ambrogio Acciari, O.F.M. † (30 marzo 1938 - 10 marzo 1970 deceduto)
  - Mikhaíl-Pétros Franzídis, O.F.M. † (1970 - 1992) (amministratore apostolico)
  - Nikólaos Fóscolos (1992 - 12 agosto 2014 ritirato) (amministratore apostolico)
  - Sevastianos Rossolatos (12 agosto 2014 - 14 luglio 2021 ritirato) (amministratore apostolico)
  - Theodoros Kontidis, S.I., dal 14 luglio 2021 (amministratore apostolico)

## Statistiche
L'arcidiocesi nel 2023 su una popolazione di 190.071 persone contava 200 battezzati, corrispondenti allo 0,1% del totale.
| anno | popolazione | popolazione | popolazione | presbiteri | presbiteri | presbiteri | presbiteri                | diaconi | religiosi | religiosi | parrocchie |
| anno | battezzati  | totale      | %           | numero     | secolari   | regolari   | battezzati per presbitero | diaconi | uomini    | donne     | parrocchie |
| ---- | ----------- | ----------- | ----------- | ---------- | ---------- | ---------- | ------------------------- | ------- | --------- | --------- | ---------- |
| 1950 | 450         | 117.275     | 0,4         | 7          |            | 7          | 64                        |         | 13        | 17        | 3          |
| 1970 | 300         | 130.000     | 0,2         | 3          |            | 3          | 100                       |         | 6         | 2         | 2          |
| 1980 | 550         | 161.500     | 0,3         | 2          |            | 2          | 275                       |         | 6         |           | 2          |
| 1990 | 1.000       | 180.000     | 0,6         | 4          |            | 4          | 250                       |         | 7         |           | 4          |
| 1999 | 1.500       | 150.000     | 1,0         | 2          |            | 2          | 750                       |         | 2         |           | 3          |
| 2000 | 1.500       | 150.000     | 1,0         | 3          |            | 3          | 500                       |         | 3         |           | 3          |
| 2001 | 1.500       | 150.000     | 1,0         | 2          |            | 2          | 750                       |         | 2         |           | 3          |
| 2002 | 1.500       | 150.000     | 1,0         | 2          |            | 2          | 750                       |         | 2         |           | 3          |
| 2003 | 1.500       | 150.000     | 1,0         | 2          |            | 2          | 750                       |         | 2         |           | 3          |
| 2004 | 1.500       | 150.000     | 1,0         | 2          |            | 2          | 750                       |         | 2         |           | 3          |
| 2010 | 2.000       | 150.500     | 1,3         | 1          | 1          |            | 2.000                     |         |           |           | 3          |
| 2014 | 3.010       | 151.500     | 2,0         | 2          |            | 2          | 1.505                     |         | 2         |           | 3          |
| 2017 | 400         | 190.000     | 0,2         | 2          |            | 2          | 200                       |         | 2         |           | 3          |
| 2020 | 202         | 190.890     | 0,1         | 2          |            | 2          | 101                       |         | 2         |           | 2          |
| 2022 | 200         | 207.760     | 0,1         | 3          |            | 3          | 66                        |         | 3         |           | 3          |
| 2023 | 200         | 190.071     | 0,1         | 2          |            | 2          | 100                       |         | 2         |           | 2          |